# 김대홍 (1978년)
김대홍(金大弘, 1978년 6월 25일 ~ )은 디에이치홀딩스(D.H. HOLDINGS)그룹의 설립자이자 대표이사 회장, 의사회 의장직을 수행하고 있다. 디에이치홀딩스 그룹 대표이사 및 의사회의장(회장), 대한민국의 사업가이다. 대한민국 대전 출생으로 현재 디에이치홀딩스 그룹을 이끌고 있다. 초년시절부터 이공계 계통에 관심이 많았고 게임을 접한 이후 중학교 시절부터  게임개발을 시작했다. 중학교에 입학하고 나서는 PC통신을 하며 게임개발 동호회 등에서 활발한 활동을 했다.
군 입대후에도 컴퓨터 관련 업무를 배정받기도 하였으며, 제대후에는 게임개발 회사에 입사하여 개발업무를 했다. 2011년도 제주에 이전한 이후 넥슨에 재직하고 넥슨을 퇴사한 이후 2017년 새로운 사업으로 종합부동산투자개발인프라 그룹인 디에이치홀딩스 그룹을 설립하였다.
최근 디에이치홀딩스 부동산중개법인을 추가하였다.

## 학력
- 대전변동국민학교(현 대전변동초등학교)
- 대전변동중학교
- 대전유성고등학교
- 한국방송통신대학교 이학사
- 제주대학교 경영대학원 석사과정

## 경력
- (주)이고시스템
- (주)텍슨미디어
- (주)소리바다
- (주)위즈도메인
- (주)모웰소프트
- (주)T3 ENTERTAINMENT / 한빛소프트
- gameloft(UBI Soft)
- GAMECUS
- (주)넥슨-네트웍스
- (주)디에이치홀딩스
- (주)디에이치인베스트먼트
- (주)디에이치산업개발
- (주)디에이치팜스

참고로 김대홍은 본 회사의 업무외에도 게임개발과 게임인 육성을 위한 활동에도 활발하게 참여하고 있으며 매주 한국경제 게임톡에 게임별곡을 연재하고 있다.